# Escadas de Jacó

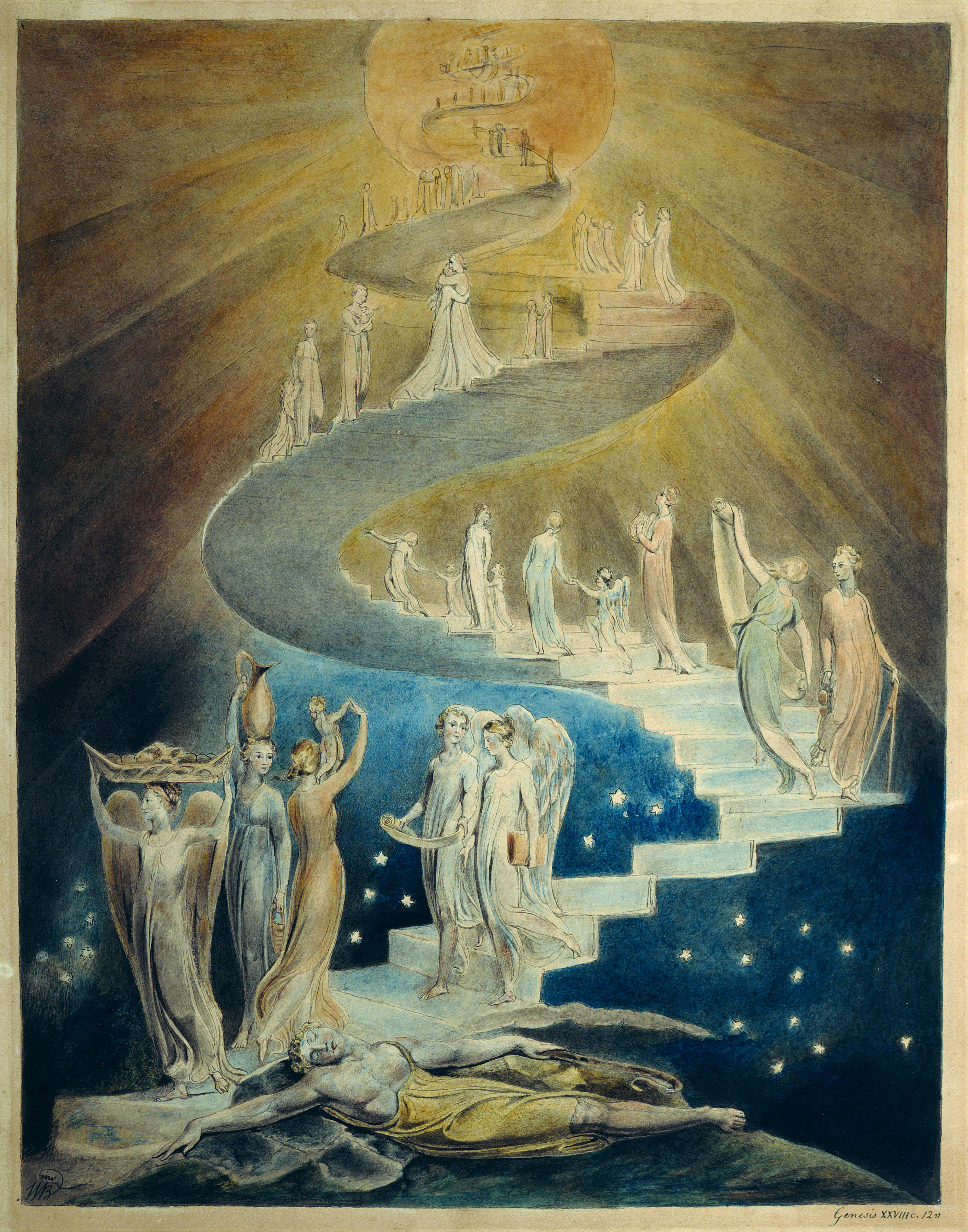
Escada de Jacó por William Blake (c. 1800, British Museum, Londres)

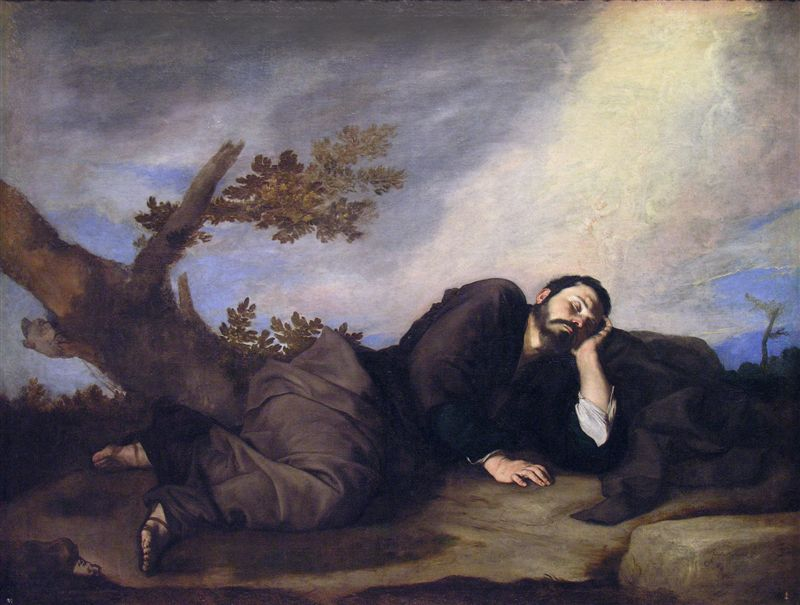
Jacó a sonhar - El sueño de Jacob (1639) de José de Ribera, no Museo del Prado, Madrid.

A Escada de Jacó (em hebraico: סֻלָּם יַעֲקֹב; romaniz.: Sūllām Yaʿăqōḇ) refere-se à escada mencionada na Bíblia em Gênesis 28:10-19, que se caracteriza o meio empregue pelos anjos para subir e descer do céu. Foi imaginada pelo patriarca Jacó num dos seus sonhos, depois de ter fugido da confrontação com o seu irmão Esaú: Quando Jacó teve essa visão durante o sono, de uma escada, cujos pés repousavam sobre a terra, e cujo topo chegava aos céus. Anjos continuamente subiam e desciam através dela prometendo-lhe a bênção de uma numerosa e feliz posteridade. Quando Jacob acordou, ele estava cheio de gratidão, e consagrou o local como a casa de Deus.

## Texto Bíblico
A descrição da Escada de Jacó aparece em Gênesis 28:10-19:
"Jacó partiu de Bersebá, e foi a Harã. Tendo chegado a um certo lugar, ali passou a noite, porque o sol já se havia posto; tomando uma das pedras do lugar e pondo-a debaixo de sua cabeça, deitou-se naquele lugar para dormir. Sonhou, e eis posta sobe a terra uma escada, cujo topo chegava até o céu; os anjos de Deus subiam e desciam por ela. E eis que o Senhor estava sobre ela, e dizia: “Eu sou o Senhor, Deus de teu pai Abraão, e Deus de Isaque. A terra em que estás deitado ta darei a ti, e à tua posteridade. E será tua posteriedade como o pó da terra, e te espalharás ao oeste, e ao leste, e ao norte, e ao sul. Por ti e por tua descendência serão benditas todas as famílias da terra ...”. Despertou Jacó do seu sono, disse: “Certamente o Senhor está neste lugar, e eu não o sabia. E, temendo disse; “Quão espantoso é este lugar! Este não é outro lugar senão a casa de Deus, é também porta do céu ... e chamou aquele lugar Betel."

## Interpretações
Esta escada, tão marcante para a história do povo judeu, encontra o seu análogo em todas as antigas iniciações. Seja ela uma coincidência, ou uma teoria; ou se derivado de uma base comum de simbolismo, é certo que a escada como um símbolo de progresso moral e intelectual existia quase universalmente, apresentando-se como uma sucessão de degraus, ou portões, ou modificada de alguma outra forma. O número de degraus variava, embora o favoritismo tenha recaído sobre o número sete, provavelmente devido ao caráter místico deste número aceito em quase todos os lugares.
Essa escada também é interpretada pelos cristãos como a prefiguração de Jesus Cristo (João 1:47-51), pois ele dá acesso ao Pai em um Espírito (Efésios 2:18), que é o único "mediador entre Deus e os homens" (1 Timóteo 2:5). O nome de Betel significa "a casa de Deus." 
Jesus disse em João 1:51: "E disse-lhe: Em verdade, em verdade vos digo que vereis o céu aberto, e os anjos de Deus subindo e descendo sobre o Filho do homem." Esta declaração foi interpretada como associando ou implicando Jesus com a escada mítica, em que Cristo preenche a lacuna entre o Céu e a Terra. Jesus se apresenta como a realidade para a qual aponta a escada; como Jacó viu em um sonho a reunião do Céu e da Terra, Jesus trouxe essa reunião, metaforicamente a escada, à realidade.